# Џордан Фишер
Џордан Вилијам Фишер (енгл. Jordan William Fisher; Бермингхам, 24. април 1994) амерички је глумац, певач, плесач, гејмер и музичар. Каријеру је започео споредним улогама у телевизијским серијама, укључујући Тајни живот америчког тинејџера (2012) и Лив и Меди (2015—2017). Познат је по глуми у филмовима Момцима које сам волела: P.S. И даље те волим (2020), У лажима су плесне ноге (2020) и Добар дан, довиђења и све између (2020).
Фишер и његова плесна партнерка Линдси Арнолд победили су у 25. сезони емисије Плес са звездама (2017). Као музичар, 2016. године објавио је EP за Hollywood Records.

## Детињство и младост
Рођен је 24. априла 1994. године у Бермингхаму, а одрастао је у близини Трасвила. Његова биолошка мајка имала је 16 година у време његовог рођења, а усвојен је 2005. са 11 година и одгајали су га баба и деда по мајци, Родни и Пет Фишер. Фишери су такође усвојили његовог брата и сестру, Корија и Тринити, пошто се њихова мајка борила са злоупотребом супстанци — није била у контакту са децом. У интервјуу за Hollywood Today Live, открио је да је нигеријског, камбоџанског, енглеског, полинезијског (тахићанског), италијанског, грчког и скандинавског порекла.

## Приватни живот
Оженио се својом љубави из детињства, Ели Вудс. Објавили су веридбу 29. маја 2019, а намеравали су да се венчају 25. јула 2020. године, али је венчање било одложено због пандемије ковида 19. Венчали су се 21. новембра 2020. на приватној церемонији у Дизниленду. У децембру 2021. пар је објавио да чека своје прво дете, сина, који је рођен 7. јуна 2022. године.

## Филмографија

### Телевизија
| Година     | Српски назив                           | Изворни назив | Улога                 | Напомене                             |
| ---------- | -------------------------------------- | ------------- | --------------------- | ------------------------------------ |
| 2009.      |                                        |               | Марио                 | епизода: „Ужурбаност и гужва”        |
| 2009.      | Ај Карли                               |               | Кларк                 | епизода: „Брзи састанак”             |
| 2009.      |                                        |               | Џони                  | епизофа: „Конференција за штампу — ” |
| 2012.      | Тајни живот америчког тинејџера        |               | Џејкоб                | 9 епизода                            |
| 2013.      | Тинејџерско лето                       |               | Сикет                 | телевизијск филм                     |
| 2014.      | Тандерменови                           |               | Дилан                 | епизода: „Четири супе и беба”        |
| 2015.      |                                        |               | себе                  | епизода: „филмска ноћ”               |
| 2015—2017. | Лив и Меди                             |               | Холден Диплдорф       | епоредна улога, 11 епизода           |
| 2015—2016. | Млади вукодлак                         |               | Ноа Патрик            | 2. епизоде                           |
| 2015.      | Тинејџерско лето 2                     |               | Сикет                 | телевизијски филм                    |
| 2016.      | Боунс                                  |               | Ијан Џонсон           | епизода: „Напад на акорд”            |
| 2016.      | Бриљантин: Уживо!                      |               | Дуди                  | телевизијски филм                    |
| 2016.      |                                        |               | Мајлс                 | непродати пилот                      |
| 2017.      | Плес са звездама                       |               | себе                  | победник 25. сезоне                  |
| 2018—2020. | Ши-Ра и принцезе моћи                  |               | Морски Јастреб (глас) | анимирана серија                     |
| 2018.      | Плес са звездама: Деца                 |               | себе                  | водитељ                              |
| 2019.      |                                        |               | Марк Коен             | телевизијски филм                    |
| 2019—данас |                                        |               | Финли (глас)          | главна улога                         |
| 2020.      | Батербинин кафић                       |               | Зејн Греј (глас)      | 2. епизоде                           |
| 2020.      |                                        |               | Кисаго Муа            | епизода: „Обистини се”               |
| 2021—данас | Флеш                                   |               | Барт Ален / Импулс    | 6 епизода                            |
| 2021.      | Средњошколски мјузикл: Мјузикл: Серија |               | Џејми Портер          | епизода: „Време је за шоу”           |
| 2021.      | Ратови звезда: Визије                  |               | Ден (глас)            | епизода: „Старешина”                 |

### Филм
| Година | Српски назив                             | Изворни назив | Улога               | Напомене       |
| ------ | ---------------------------------------- | ------------- | ------------------- | -------------- |
| 2020.  | Момцима које сам волела: И даље те волим |               | Џон Амброз Макларен |                |
| 2020.  | У лажима су плесне ноге                  |               | Џејк Тејлор         |                |
| 2022.  | Поцрвенела панда                         |               | члан музичке групе  | гласовна улога |
| 2022.  | Добар дан, довиђења и све између         |               | Ејдан               |                |
| 2022.  |                                          |               | Калан               | гласовна улога |

### Видео-игре
| Година | Српски назив | Изворни назив      | Улога          | Напомене |
| ------ | ------------ | ------------------ | -------------- | -------- |
| 2015.  |              | Метју „Мет” Тејлор | гласовна улога |          |